# Supercopa Polonesa de Voleibol Masculino de 2012
A Supercopa Polonesa de Voleibol Masculino de 2012 foi a 2.ª edição deste torneio organizado anualmente pela Liga Polonesa de Voleibol. Ocorreu no dia 29 de setembro, na cidade Częstochowa, na Hala Sportowa Częstochowa.
O PGE Skra Bełchatów conquistou seu primeiro título do campeonato ao derrotar o Asseco Resovia. O oposto polonês Mariusz Wlazły foi eleito o melhor jogador da partida.

## Regulamento
O torneio foi disputado em partida única.

## Equipes participantes
| Equipe             | Cidade    | Qualificação                          | Última participação |
| ------------------ | --------- | ------------------------------------- | ------------------- |
| Asseco Resovia     | Rzeszów   | Campeão da PlusLiga de 2011–12        | Estreante           |
| PGE Skra Bełchatów | Bełchatów | Campeão da Copa da Polônia de 2011–12 | Estreante           |

## Resultado
| Data   | Hora  |                    | Placar |                | Set 1 | Set 2 | Set 3 | Set 4 | Set 5 | Total | Relatório |
| ------ | ----- | ------------------ | ------ | -------------- | ----- | ----- | ----- | ----- | ----- | ----- | --------- |
| 29 set | 15:30 | PGE Skra Bełchatów | 3–0    | Asseco Resovia | 25–21 | 25–23 | 25–19 |       |       | 75–63 | Relatório |

## Premiação
| Supercopa Polonesa de 2012              |
| --------------------------------------- |
| PGE Skra Bełchatów Campeão (1.° título) |